# Danilo Popivoda
Danilo Popivoda (ur. 1 maja 1947 w Lovćenacu, zm. 9 września 2021 w Bijeli) – jugosłowiański piłkarz narodowości słoweńskiej grający na pozycji napastnika, trener piłkarski.
Grał w reprezentacji Jugosławii, dla której rozegrał 20 meczów i strzelił 5 bramek. Był uczestnikiem Mistrzostw Świata 1974 i Mistrzostw Europy 1976, gdzie zdobył bramkę w meczu półfinałowym przeciwko RFN. W swojej karierze grał w dwóch klubach: NK Olimpija Lublana i Eintrachcie Brunszwik.